# アラモス (ソノラ州)
アラモス（Álamos）は、メキシコのソノラ州南部にある町。かつては銀の採掘で繁栄した。
現在は歴史的な街並みを生かし、観光業に力を入れている。メキシコ政府観光局によりプエブロ・マヒコに選出されている。

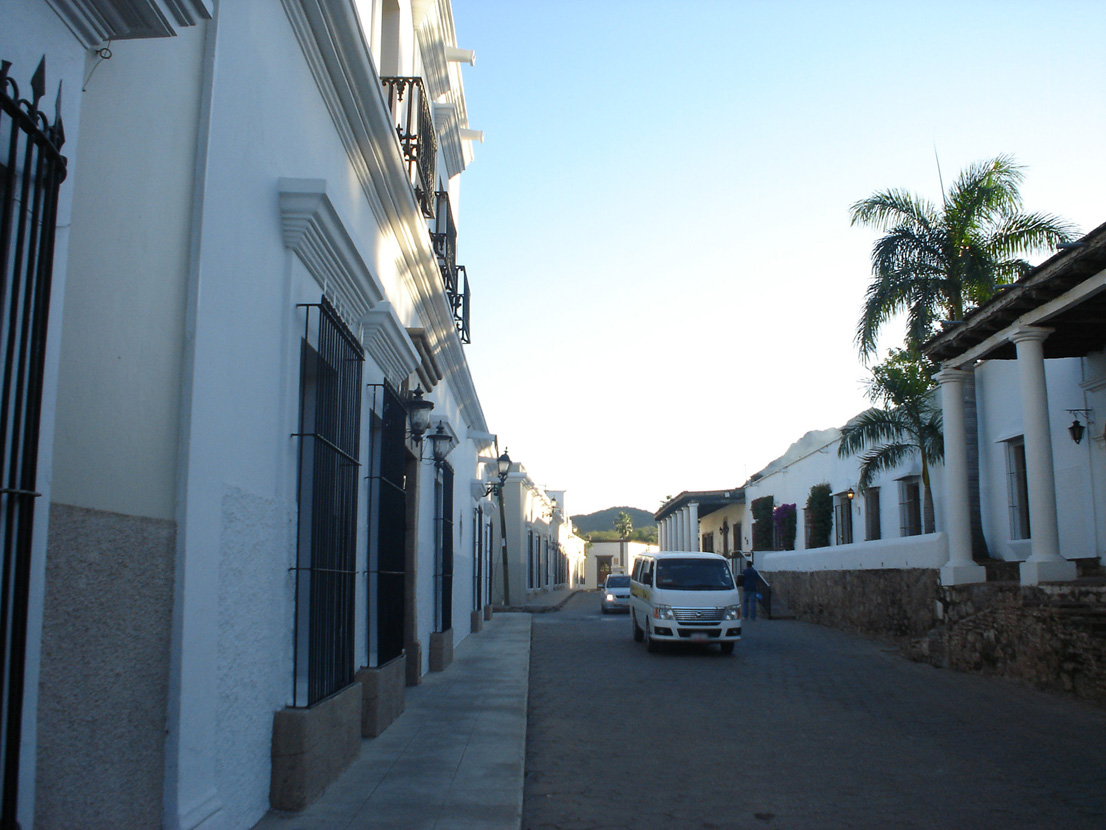
町の様子

## 地理
アラモスは太平洋の海岸と平行に延びる西マドレ山脈の一部であるアラモス山脈と海岸平野の接合部に位置し、付近のガリにはフエルテ川の支流のクチュハキ川が流れる。
周辺の平野部にはメキシコラクウショウの河畔林などの熱帯の落葉樹林、シナロア州との境界線付近にはとげの多い低木林、山岳部にはマツとオークの混合林の常緑樹林がある。一帯にはメキシコラクウショウ、Guaiacum coulteri、ブラエア、ソテツ類のDioon tomaselliiとDioon sonorense、Magnolia pacifica、Ayenia purpusii、Cardiospermum cuchujaquenseなどの植物が生え、ピューマ、ジャガー、オセロット、ジャガランディ、オナガカワウソ、イヌワシ、スミレハチドリ、オオアオサギ、ミミキヌバネドリ、ミドリコンゴウインコ、クーパーハイタカ、メジロハエトリ、アメリカドクトカゲ、メキシコドクトカゲ、アラモスドロガメ、テナガエビなどの動物が生息している。
シエラ・デ・アラモス＝リオ・クチュハキ動植物保護区は2007年にユネスコの生物圏保護区に指定され、2010年にラムサール条約登録地となった。

## 歴史
1540年のフランシスコ・バスケス・デ・コロナドの探検隊の記録にこの地域の記述がある。1685年に銀が発見され、スペイン人の定住が始まった。アラモスはメキシコ北西部の中心都市として栄えた。しかし、1900年代初頭に銀山が閉鎖されると人口が激減し町は荒廃した。

## 出身者
- フェリックス・マリア・スロアガ - 政治家
- アルトゥロ・マルケス - 作曲家
- マリア・フェリックス - 女優